# Христо Бояджиев (андарт)
Вижте пояснителната страница за други личности с името Христо Бояджиев.
Христо Наков Бояджиев (на гръцки: Χρήστος Nάκας Βογιατζής, Христос Накас Воядзис) е македонски гъркоманин, участник в Гръцката въоръжена пропаганда в Македония.

## Биография
Роден е в 1884 година в смесената българо-гъркоманска паланка Просечен, която тогава е в Османската империя, днес Просоцани, Гърция. Второ дете е в семейството на Нако Бояджиев (Νάκας Βογιατζής), който по произход е каракачанин и се занимава с бояджийство. Брат на Христо е гъркоманският свещеник и революционер Димитър Бояджиев. Бояджиев е сред първите, привлечени от митрополит Хрисостом Драмски към гръцкия революционен комитет, който организира съпротивата срещу българските чети на ВМОРО в региона.
В 1906 година на дееца на ВМОРО Плацев от село Скрижово е възложено да отиде в Драма. Гръцкият комитет научава за това и владиката Хрисостомос възлага на Армен Купчу, Христо Бояджиев и Петрос Мандзас от Палеохори да го убият. Тримата причакват Плацев в местността Чобанка край Турско село (днес Милопотамос) и го убиват. Изстрелите са чути от турския гарнизон в Османица (Калос Агрос). Бояджиев и Мандзас успяват да се спасят към Чаталджа и Алистрат, но Купциос е заловен, осъден от солунския военен съд на смърт и екзекутиран.
Бояджиев е принуден да мине в нелегалност и в началото на 1907 година става четник на капитан Константинос Даис и действа с него в района на Кушница. След Младотурската революция в 1908 година и последвалата амнистия, се легализира и се връща в Просечен, но продължава да се занимава с революционна дейност. В 1909 година при пренос на оръжие към Турско село, застрелва турски полицай. Арестуван е и пребит в затвора. Съдът го осъжда на 15 години затвор и е затворен в Еди куле в Солун, откъдето е освободен през октомври 1912 г. След освобождаването си живее в Просечен, където умира в 1968 година.